# Callovosaurus leedsi
Callovosaurus ("Calloviansk ödla") var ett primitivt släkte inom infraordningen Iguanodont från mellersta delen av juraperioden i det som idag är England. Callovosaurus huvudsakliga diet bestod av, så som andra iguanodonters, av växtmaterial. Bland exemplen på dess samtida växtätande dinosaurier fanns Lexovisaurus och Cetiosaurus. Rovdjur från samma tidsperiod var till exempel Eustreptospondylus och Megalosaurus. Callovosaurus rörde sig troligen i hjordar, ett beteende som baseras på mer välkända ornithopoder som Iguanodon. Detta beteende finner man hos djur som vill undvika att attackeras av de ovan nämnda theropoderna.  
Typarten, C. leedsi, beskrevs första gången av Lydekker år 1889, men Galton gjorde en ombeskrivning år 1980.